# Дарлінг (Міссісіпі)
Дарлінг (англ. Darling) — переписна місцевість (CDP) в США, в окрузі Квітмен штату Міссісіпі. Населення — 154 особи (2020).

## Географія
Дарлінг розташований за координатами 34°21′33″ пн. ш. 90°16′31″ зх. д. / 34.35917° пн. ш. 90.27528° зх. д. (34.359129, -90.275409).  За даними Бюро перепису населення США в 2010 році переписна місцевість мала площу 7,01 км², уся площа — суходіл.

## Демографія
Згідно з переписом 2010 року, у переписній місцевості мешкало 226 осіб у 74 домогосподарствах у складі 54 родин. Густота населення становила 32 особи/км².  Було 99 помешкань (14/км²).
Расовий склад населення:
| - 83,6 % — чорних або афроамериканців - 14,2 % — білих - 2,2 % — осіб інших рас |

До двох чи більше рас належало 0,0 %. Частка іспаномовних становила 2,2 % від усіх жителів.
За віковим діапазоном населення розподілялося таким чином: 35,0 % — особи молодші 18 років, 53,9 % — особи у віці 18—64 років, 11,1 % — особи у віці 65 років та старші. Медіана віку мешканця становила 30,0 року. На 100 осіб жіночої статі у переписній місцевості припадало 91,5 чоловіків;  на 100 жінок у віці від 18 років та старших — 93,4 чоловіків також старших 18 років.
За межею бідності перебувало 21,1 % осіб, у тому числі 21,3 % дітей у віці до 18 років та 45,5 % осіб у віці 65 років та старших.
Цивільне працевлаштоване населення становило 97 осіб. Основні галузі зайнятості: мистецтво, розваги та відпочинок — 37,1 %, науковці, спеціалісти, менеджери — 18,6 %, публічна адміністрація — 15,5 %, сільське господарство, лісництво, риболовля — 12,4 %.